# Hāsūn-e Kūchak
Hāsūn-e Kūchak (persiska: هاسينِ كوچَك, هاسون کوچک, Hāsīn-e Kūchak) är en ort i Iran.   Den ligger i provinsen Västazarbaijan, i den nordvästra delen av landet, 700 km nordväst om huvudstaden Teheran. Hāsūn-e Kūchak ligger 1 387 meter över havet och antalet invånare är 204.
Terrängen runt Hāsūn-e Kūchak är kuperad, och sluttar söderut.Runt Hāsūn-e Kūchak är det ganska glesbefolkat, med 39 invånare per kvadratkilometer. Närmaste större samhälle är Mākū, 15,6 km sydväst om Hāsūn-e Kūchak. Trakten runt Hāsūn-e Kūchak består i huvudsak av gräsmarker.